# ژ
Že (ژ) – litera rozszerzonego alfabetu arabskiego, wykorzystywana w językach: kurdyjskim, ujgurskim (w Chinach), urdu, paszto, perskim. Używana jest do oznaczenia dźwięku [ʒ], tj. spółgłoski szczelinowej zadziąsłowej dźwięcznej. 
Litera ta wchodziła także w skład alfabetu języka osmańskiego.

## Postacie litery
| Postać: | izolowana | końcowa | środkowa | początkowa |
| ------- | --------- | ------- | -------- | ---------- |
| Wygląd: | ژ‬         | ـژ‬      | ـژ‬       | ژ‬          |

## Kodowanie
| Znak                   | ژ                 | ژ                 |
| ---------------------- | ----------------- | ----------------- |
| Nazwa w Unikodzie      | Arabic Letter Jeh | Arabic Letter Jeh |
| Kodowanie              | dziesiątkowo      | szesnastkowo      |
| Unicode                | 1688              | U+0698            |
| UTF-8                  | 218 152           | da 98             |
| Odwołania znakowe SGML | &#1688;           | &#x0698;          |